# Ernst Heinrich Saský
Ernst Heinrich Saský (9. prosince 1896 Drážďany – 14. června 1971 Edingen-Neckarhausen) byl saský princ a vévoda.

## Život
Narodil se 9. prosince 1896 v Drážďanech jako syn korunního prince Fridricha Augusta a jeho manželky arcivévodkyně Luisy Toskánské.
Po vypuknutí první světové války se podle tradice stal lajtnantem Prvního granátnického pluku č. 100. V září roku 1914 se stal příkazníkem generálního komanda XIX. armádního sboru (2. královský saský) v Remeši a Lille. Roku 1916 se zúčastnil Bitvy na Sommě a to v 24. rezervní divizi. Dne 30. srpna 1916 získal za své zásluhy Vojenský řád sv. Jindřicha. Na jaře roku 1917 převzal v Berežanech vedení 9. pluku pěchoty č. 104. a poté na území Yper vedl 9. dělostřelecký pluk č. 115.
Roku 1919 začal spravovat panství v Slezsku. Během Kappova puče byl prostředníkem mezi berlínskými pučisty a vratislavskými Reichswehr. Po puči se odstěhoval do Mnichova. Dne 12. dubna 1921 se na zámku Nymphenburg oženil s princeznou Sofií Lucemburskou.
Během druhé světové války vystupoval proti ideologiím Adolfa Hitlera. V tomto ohledu byl vyslýchán Gestapem. Dne 24. května 1941 zemřela jeho žena na zápal plic a tak se 28. června 1947 v Paříži oženil s herečkou Virginií Dulonovou (1910–2002). S novou manželkou a syny se odstěhoval do Irska.
Zemřel při návštěvě Německa 14. června 1971 v Edingen-Neckarhausen.

## Potomci
Se svou první manželkou princeznou Sofií měl tři syny:
- princ Albrecht "Dedo" Fridrich (1922–2009), nikdy se neoženil
- princ Jiří "Timo" Michael (1923–1982)
  - ∞ 1952 Margit Lukas[1] (1932–1957), 2 děti:
    - Rüdiger von Saschen (nar. 1953) ∞ Astrid Linke (1949-1989), 1 syn:
      - Daniel Timo von Sachsen (nar. 1975)  ∞ 30.7.2011 Sandra Scherer (nar. 1977), 2 děti:
        - Anna-Catharina Sophie von Sachsen (nar. 2013)
        - Gero von Sachsen (nar. 2015)

    - Iris von Sachsen (nar. 1955) ∞ Theo Clevan, 1 dcera:
      - Xenia von Sachsen (nar. 1986) ∞ Hassan Rajab, 1 syn:
        - Taro von Sachsen (nar. 2015)

  - ∞ 1966 Charlotte Schwindack (nar. 1919)
  - ∞ 1974 Erina Eilts (1921–2010)
- princ Rupprecht "Gero" Hubert [2](1925–2003) ∞ Tiffany Rosé of Cherly (nar. 1927), 2 děti:
  - Leopoldine Friedericke Sophie von Sachsen (nar. 1952) ∞ Harald zu Schaumburg-Lippe (nar. 1948), 6 dětí:
    - Karl-Anton zu Schaumberg-Lippe (nar. 1978) ∞ Stephanie Luise von Österreich-Toskana (nar. 1978), 4 děti:
      - Maximilian zu Schaumberg-Toskana (nar. 2002)
      - Theresia zu Schaumberg-Toskana (nar. 2003)
      - Marie-Luise zu Schaumberg-Toskana (nar. 2005)
      - Leopold zu Schaumberg-Toskana (nar. 2007)

    - Eufemia-Luise zu Schaumberg-Lippe (nar. 1979) ∞ Maximilian Leopold Karl-Franz in Bayern (nar. 1976), 3 děti:
      - Theodor in Bayern (nar. 2004)
      - Elisabeth in Bayern (nar. 2006)
      - Ludovika in Bayern (nar. 2009)

    - Franz-Ludwig zu Schaumberg-Lippe (nar. 1981) ∞ Maria Katharina Franziska Monika Elisabeth von Neipperg (nar. 1986), 2 děti:
      - Sophie von Neipperg-Lippe (nar. 2005)
      - Ludwig von Neipperg-Lippe (nar. 2006)

    - Georg-Friedrich zu Schaumberg-Lippe (nar. 1982) ∞ Sophie Amalia von Preussen (nar. 1983), 2 děti:
      - Wilhelm zu Schaumberg-Preussen (nar. 2007), dvojče s Friedrich
      - Friedrich zu Schaumberg-Preussen (nar. 2007), dvojče s Wilhelm
      - Luisa zu Schaumberg-Preussen (nar. 2010)

    - Maria-Sophie zu Schaumberg-Lippe (nar. 1983) ∞ Benedikt Friedrich von Thurn und Taxis (nar. 1982), 4 děti:
      - Amalia von Thurn und Taxis (nar. 2008)
      - Heinrich von Thurn und Taxis (nar. 2010)
      - Karl von Thurn und Taxis (nar. 2012)
      - Charlotte von Thurn und Taxis (nar. 2016)

    - Wilhelm-Maximilian zu Schaumberg-Lippe (nar. 1983) ∞ Antonia Franziska zu Auersperg (nar. 1983), 4 děti:
      - Rudolf zu Auersperg-Lippe (nar. 2009)
      - Anton zu Auersperg-Lippe (nar. 2012)
      - Georg zu Auersperg-Lippe (nar. 2014)
      - Adelheid zu Auersperg-Lippe (nar. 2017)

  - Elfriede Sophie Luise Albertine von Sachsen (nar. 1957) ∞ Alois Emmanuel von und zu Liechtenstein (nar. 1955), 3 děti:
    - Vivien Magdalena von und zu Liechtenstein (nar. 1957) ∞ Moritz Philipp Alexander von Schönborn-Wiesentheid (nar. 1977), 5 dětí:
      - Elisabeth von Schönborn-Wiesentheid (nar. 2005)
      - Theresia von Schönborn-Wiesentheid (nar. 2007)
      - Afua Malaika Kabulu Onwudiwe-Mageki (Wokriwska) (nar. 2008) adoptována v roce 2011: Margarita Helene von und zu Liechtenstein und Cheyenne Kimberly Mandy Chantal Wokriwska adoptována v roce 2014: Vivien Magdalena von und zu Liechtenstein und 'Onkel' Moritz Philipp Alexander von Schönborn-Wiesentheid
      - Leopold von Schönborn-Wiesentheid (nar. 2010)
      - Mathilda von Schönborn-Wiesentheid (nar. 2013)

    - Ruppert von und zu Liechtenstein (nar. 1984) ∞ Maria Karolina zu Windisch-Graetz (nar. 1986), 3 děti:
      - Ferdinand von und zu Liechtenstein (nar. 2010)
      - Marie Luise von und zu Liechtenstein (nar. 2013)
      - Amalia Sophie von und zu Liechtenstein (nar. 2013)

    - Margarita Helene von und zu Liechtenstein (1986-2014) ∞ Cheyenne Kimberly Mandy Chantal Wokriwska (1987-2014), 1 dcera: Poznámka: partnerky zemřely při autonehodě. Poté si jejich adoptovanou dceru, adoptovala sestra Vivien Magdalena von und zu Liechtenstein
      - Afua Malaika Kabulu Onwudiwe-Mageki (Wokriwska) (nar. 2008) adoptována v roce 2011: Margarita Helene von und zu Liechtenstein und Cheyenne Kimberly Mandy Chantal Wokriwska adoptována v roce 2014: Vivien Magdalena von und zu Liechtenstein und 'Onkel' Moritz Philipp Alexander von Schönborn-Wiesentheid

## Tituly a vyznamenání
Tituly
- 9. prosince 1896 – 14. června 1971: Jeho královská Výsost princ Ernst Heinrich Saský, vévoda saský

Vyznamenání
- Prusko Rytíř Řádu černé orlice
- Sasko Rytíř Řádu routové koruny

## Vývod z předků
|                      |                              |  |                          |                                              |  |  |  |  |  |  |  | Maxmilián Saský |
|                      |                              |  |                          |                                              |  |  |  |  |  |  |  |                 |
|                      | Jan I. Saský                 |  |                          |                                              |  |  |  |  |  |  |  |                 |
|                      |                              |  |                          |                                              |  |  |  |  |  |  |  |                 |
|                      |                              |  |                          | Karolína Bourbonsko-Parmská                  |  |  |  |  |  |  |  |                 |
|                      |                              |  |                          |                                              |  |  |  |  |  |  |  |                 |
|                      | Jiří I. Saský                |  |                          |                                              |  |  |  |  |  |  |  |                 |
|                      |                              |  |                          |                                              |  |  |  |  |  |  |  |                 |
|                      |                              |  |                          | Maxmilián I. Josef Bavorský                  |  |  |  |  |  |  |  |                 |
|                      |                              |  |                          |                                              |  |  |  |  |  |  |  |                 |
|                      | Amálie Augusta Bavorská      |  |                          |                                              |  |  |  |  |  |  |  |                 |
|                      |                              |  |                          |                                              |  |  |  |  |  |  |  |                 |
|                      |                              |  |                          | Karolína Frederika Vilemína Bádenská         |  |  |  |  |  |  |  |                 |
|                      |                              |  |                          |                                              |  |  |  |  |  |  |  |                 |
|                      | Fridrich August III. Saský   |  |                          |                                              |  |  |  |  |  |  |  |                 |
|                      |                              |  |                          |                                              |  |  |  |  |  |  |  |                 |
|                      |                              |  |                          | Ferdinand Sasko-Kobursko-Gothajský           |  |  |  |  |  |  |  |                 |
|                      |                              |  |                          |                                              |  |  |  |  |  |  |  |                 |
|                      | Ferdinand II. Portugalský    |  |                          |                                              |  |  |  |  |  |  |  |                 |
|                      |                              |  |                          |                                              |  |  |  |  |  |  |  |                 |
|                      |                              |  |                          | Maria Antonia Koháry de Csábrág              |  |  |  |  |  |  |  |                 |
|                      |                              |  |                          |                                              |  |  |  |  |  |  |  |                 |
|                      | Marie Anna Portugalská       |  |                          |                                              |  |  |  |  |  |  |  |                 |
|                      |                              |  |                          |                                              |  |  |  |  |  |  |  |                 |
|                      |                              |  |                          | Petr I. Brazilský                            |  |  |  |  |  |  |  |                 |
|                      |                              |  |                          |                                              |  |  |  |  |  |  |  |                 |
|                      | Marie II. Portugalská        |  |                          |                                              |  |  |  |  |  |  |  |                 |
|                      |                              |  |                          |                                              |  |  |  |  |  |  |  |                 |
|                      |                              |  |                          | Marie Leopoldina Habsbursko-Lotrinská        |  |  |  |  |  |  |  |                 |
|                      |                              |  |                          |                                              |  |  |  |  |  |  |  |                 |
| Ernst Heinrich Saský |                              |  |                          |                                              |  |  |  |  |  |  |  |                 |
|                      |                              |  |                          |                                              |  |  |  |  |  |  |  |                 |
|                      |                              |  | Ferdinand III. Toskánský |                                              |  |  |  |  |  |  |  |                 |
|                      |                              |  |                          |                                              |  |  |  |  |  |  |  |                 |
|                      | Leopold II. Toskánský        |  |                          |                                              |  |  |  |  |  |  |  |                 |
|                      |                              |  |                          |                                              |  |  |  |  |  |  |  |                 |
|                      |                              |  |                          | Luisa Marie Amélie Tereza Neapolsko-Sicilská |  |  |  |  |  |  |  |                 |
|                      |                              |  |                          |                                              |  |  |  |  |  |  |  |                 |
|                      | Ferdinand IV. Toskánský      |  |                          |                                              |  |  |  |  |  |  |  |                 |
|                      |                              |  |                          |                                              |  |  |  |  |  |  |  |                 |
|                      |                              |  |                          | František I. Neapolsko-Sicilský              |  |  |  |  |  |  |  |                 |
|                      |                              |  |                          |                                              |  |  |  |  |  |  |  |                 |
|                      | Marie Antonie Sicilská       |  |                          |                                              |  |  |  |  |  |  |  |                 |
|                      |                              |  |                          |                                              |  |  |  |  |  |  |  |                 |
|                      |                              |  |                          | Marie Isabela Španělská                      |  |  |  |  |  |  |  |                 |
|                      |                              |  |                          |                                              |  |  |  |  |  |  |  |                 |
|                      | Luisa Toskánská              |  |                          |                                              |  |  |  |  |  |  |  |                 |
|                      |                              |  |                          |                                              |  |  |  |  |  |  |  |                 |
|                      |                              |  |                          | Karel II. Parmský                            |  |  |  |  |  |  |  |                 |
|                      |                              |  |                          |                                              |  |  |  |  |  |  |  |                 |
|                      | Karel III. Parmský           |  |                          |                                              |  |  |  |  |  |  |  |                 |
|                      |                              |  |                          |                                              |  |  |  |  |  |  |  |                 |
|                      |                              |  |                          | Marie Tereza Savojská                        |  |  |  |  |  |  |  |                 |
|                      |                              |  |                          |                                              |  |  |  |  |  |  |  |                 |
|                      | Alice Bourbonsko-Parmská     |  |                          |                                              |  |  |  |  |  |  |  |                 |
|                      |                              |  |                          |                                              |  |  |  |  |  |  |  |                 |
|                      |                              |  |                          | Karel Ferdinand Bourbonský                   |  |  |  |  |  |  |  |                 |
|                      |                              |  |                          |                                              |  |  |  |  |  |  |  |                 |
|                      | Luisa Marie Terezie z Artois |  |                          |                                              |  |  |  |  |  |  |  |                 |
|                      |                              |  |                          |                                              |  |  |  |  |  |  |  |                 |
|                      |                              |  |                          | Marie Karolína Neapolsko-Sicilská            |  |  |  |  |  |  |  |                 |
|                      |                              |  |                          |                                              |  |  |  |  |  |  |  |                 |